# FireHouse (álbum)
FireHouse es el álbum debut de la banda de hard rock Firehouse. El sello de Epic Records lo lanzó en el año 1990. Este primer trabajo está certificado como doble platino en los Estados Unidos, y oro en Canadá, Japón y Singapur.
Para este álbum fueron lanzados cuatro sencillos, "Shake & Tumble", "Don't Treat Me Bad", "All She Wrote" y la power ballad "Love of a Lifetime".
La canción "Don't Walk Away" fue usada para una escena en la película El luchador, dirigida por Darren Aronofsky.

## Lista de canciones
Todas las canciones escritas por Bill Leverty and C.J. Snare, excepto donde específica.
1. "Rock on the Radio" (Ellis, Foster, Leverty, Snare) - 4:45
2. "All She Wrote" - 4:27
3. "Shake & Tumble" (Foster, Leverty, Richardson, Snare) - 3:30
4. "Don't Treat Me Bad" (Ellis, Foster, Leverty, Snare) - 3:55
5. "Oughta Be a Law" (Ellis, Leverty, Snare) - 3:54
6. "Lover's Lane" (Ellis, Foster, Leverty, Snare) - 4:02
7. "Home Is Where the Heart Is" - 4:48
8. "Don't Walk Away" - 4:31
9. "Seasons of Change" - 1:29
10. "Overnight Sensation" (Ellis, Foster, Leverty, Snare) - 3:56
11. "Love of a Lifetime" - 4:46
12. "Helpless" - 4:25

## Certificaciones
| País     | Certification |
| -------- | ------------- |
| USA      | 2x Platino    |
| Canadá   | Oro           |
| Japan    | Oro           |
| Singapur | Oro           |

## Sencillos
- "Shake & Tumble" Didn't Chart
- "Don't Treat Me Bad" #19 U.S.
- "Love of a Lifetime" #5 U.S.
- "All She Wrote" #58 U.S.

## Miembros
- C.J. Snare - vocalista principal, Teclados
- Bill Leverty - guitarrista
- Perry Richardson - bajo
- Michael Foster - Percusiones

## Producción
- Productor Ejecutivo: Michael Caplan
- Productor: David Prater
- Ingeniero de Sonido: Doug Oberkircher
- Asistente de Ingeniero: Ellen Fitton
- Mezclado por: David Prater y Doug Oberkircher

- Datos: Q2279653